# Mistrzostwa Panamerykańskie w Judo 1982
13. Mistrzostwa panamerykańskie w judo odbywały się w dniach 29-31 października 1982 roku w Santiago. W tabeli medalowej tryumfowali judocy z Kanady.

## Klasyfikacja medalowa
Gospodarz zawodów został zaznaczony kolorem.
| Miejsce | Państwo   |    |    |    | Razem |
| ------- | --------- | -- | -- | -- | ----- |
| 1       | Kanada    | 5  | 7  | 1  | 13    |
| 2       | Brazylia  | 4  | 5  | 6  | 15    |
| 3       | Wenezuela | 4  | 2  | 3  | 9     |
| 4       | Chile     | 2  | 0  | 7  | 9     |
| 5       | Argentyna | 1  | 2  | 5  | 8     |
| 6       | Urugwaj   | 0  | 0  | 3  | 3     |
| 7       | Ekwador   | 0  | 0  | 1  | 1     |
| 7       | Meksyk    | 0  | 0  | 1  | 1     |
| Razem   | Razem     | 16 | 16 | 27 | 59    |

## Medaliści

### Mężczyźni
| Konkurencja: | Złoto:               | Srebro:              | Brąz:                              |
| −60 kg       | Phil Takahashi       | Alphonso Salvador    | Nelson de los Santos Rafael Orozco |
| −65 kg       | Pierre Chenier       | Luis Sequera         | Anibal Benaglia Sérgio Sano        |
| −71 kg       | Mario Tsutsui        | Alain Cyr            | Reinaldo Figueroa Andrés Puentes   |
| −78 kg       | Arnaldo Mennani      | Kevin Doherty        | Álvaro Ciapessoni Eduardo Novoa    |
| −86 kg       | Louis Jani           | Marcelo Freitas      | Jorge Aguirre Charles Griffith     |
| −95 kg       | Aurélio Miguel       | Joe Meli             | Roberto Vargas Sergio Komornickie  |
| ponad 95 kg  | Fred Blaney          | Oswaldo Simões Filho | Willan Bouza Ricardo Andersen      |
| open         | Oswaldo Simões Filho | Ricardo Andersen     | José Jeso José Chacoa              |

### Kobiety
| Konkurencja: | Złoto:            | Srebro:         | Brąz:                               |
| −48 kg       | María González    | María Villapol  | Tina Takahashi Gisleine Lamano      |
| −52 kg       | Karelis Aguilar   | Mandy Clayton   | Maritza Jiménez                     |
| −56 kg       | Natasha Hernández | Karen Sheffield | Rossina Cianelli Solange de Almeida |
| −61 kg       | Xiomara Orozco    | Diane Amyot     | Amelia Ávila Carla Duarte           |
| −66 kg       | Vilma Cianelli    | Susana Martínez | Marcia Quiñónez Cecilia Sato        |
| −72 kg       | Laura Martinel    | Nancy Filteau   | Elena Guimarães                     |
| ponad 72 kg  | Allison Henry     | Soraia André    | ----                                |
| open         | Sara Hockett      | Soraia André    | Laura Martinel                      |